# A Videoton FC 2009–2010-es szezonja
Ez a szócikk a Videoton FC NB I-es csapatának 2009–2010-es szezonbéli eredményeit tartalmazza, mely sorozatban a 10., összességében pedig a 41. idénye a csapatnak a magyar első osztályban. A klub fennállásának ekkor volt a 68. évfordulója.

## Átigazolások
| A 2009-2010 átigazolási szezonban sok játékos érkezett illetve távozott a csapatból, köszönhetően a megnyugtató anyagi háttérnek is, 2010 telén sikerült leigazolni a későbbi gólkirályt Nikolics Nemanja személyében. \| Érkezett \| \| \| Farkas II Balázs \| Dinamo Kijiv (kölcsönbe) \| \| Tomáš Tujvel \| FC Nitra \| \| Varga Róbert \| Győri ETO \| \| Vaszicsku Gergő \| Felcsút FC \| \| Palkó Dávid \| Felcsút FC \| \| Demjén Gábor \| Debrecen \| \| Kocsis Dávid \| Dunakanyar-Vác FC \| \| Damir Milanović \| HNK Šibenik \| \| Lipták Zoltán \| Újpest \| \| Présinger Ádám \| MTK Budapest \| \| Lázár Pál \| Liberty Oradea (kölcsönből vissza) \| \| Csobánki Ádám \| REAC \| \| Lattenstein Norbert \| Felcsút FC (kölcsönből vissza) \| \| Milan Purović \| Sporting CP (kölcsönbe) \| |                                    |
| Név | Honnan/Hova                        |
| Érkezett |                                    |
| Farkas II Balázs | Dinamo Kijiv (kölcsönbe)           |
| Tomáš Tujvel | FC Nitra                           |
| Varga Róbert | Győri ETO                          |
| Vaszicsku Gergő | Felcsút FC                         |
| Palkó Dávid | Felcsút FC                         |
| Demjén Gábor | Debrecen                           |
| Kocsis Dávid | Dunakanyar-Vác FC                  |
| Damir Milanović | HNK Šibenik                        |
| Lipták Zoltán | Újpest                             |
| Présinger Ádám | MTK Budapest                       |
| Lázár Pál | Liberty Oradea (kölcsönből vissza) |
| Csobánki Ádám | REAC                               |
| Lattenstein Norbert | Felcsút FC (kölcsönből vissza)     |
| Milan Purović | Sporting CP (kölcsönbe)            |

| Távozott            |                              |
| Koller Ákos         | Kecskeméti TE                |
| Mohl Dávid          | Debrecen                     |
| Simek Péter         | Újpest (kölcsön után végleg) |
| Csobánki Ádám       | csapat nélkül                |
| Lattenstein Norbert | Szombathelyi Haladás         |
| Romero              | ND HIT Gorica                |
| Ivan Buljubasic     | NK Mosor Zrnovnica           |
| Oleksandr Tkachuk   | Feniks-Ilyichivets Kalinino  |
| Darko Karadžić      | FK Rad Belgrad               |
| Milan Pavličić      | NK Osijek                    |

| \| Érkezett \| \| \| Sándor György \| Újpest \| \| Lencse László \| MTK Budapest \| \| Nikolics Nemanja \| Kaposvári Rákóczi \| \| Ponczók Csaba \| Videoton II \| \| Nenad Filipović \| MTK Budapest (kölcsönből vissza) \| \| Milko Novaković \| Mogren Budva (kölcsönbe) \| \| Demjén Gábor \| Újpest (kölcsönből vissza) \| |                                  |
| Név | Honnan/Hova                      |
| Érkezett |                                  |
| Sándor György | Újpest                           |
| Lencse László | MTK Budapest                     |
| Nikolics Nemanja | Kaposvári Rákóczi                |
| Ponczók Csaba | Videoton II                      |
| Nenad Filipović | MTK Budapest (kölcsönből vissza) |
| Milko Novaković | Mogren Budva (kölcsönbe)         |
| Demjén Gábor | Újpest (kölcsönből vissza)       |

| Távozott         |                                  |
| Demjén Gábor     | Újpest (kölcsönbe)               |
| Németh Viktor    | FC Tatabánya                     |
| Nenad Filipović  | MTK Budapest (kölcsönbe)         |
| Milan Purović    | Sporting CP (kölcsönből vissza)  |
| Milko Novaković  | Mogren Budva (kölcsönből vissza) |
| Farkas II Balázs | Dinamo Kijiv (kölcsönből vissza) |

## Felkészülési mérkőzések

### Nyári mérkőzések
| 2009. június 28. |

| Videoton | 0 – 1 | Tatran Prešov |
| -------- | ----- | ------------- |
|          |       | Prekop 82'    |

| Sóstói Stadion, Székesfehérvár Nézőszám: 400 Játékvezető: Becséri Dániel (magyar) |

| 2009. július |

| Videoton | 1 – 2 | Apoel Nicosia         |
| -------- | ----- | --------------------- |
| Máté     |       | Michael Papathanasiou |

| ausztriai edzőtábor |

| 2009. július |

| Videoton | 0 – 2 | Szaturn Moszkovszkaja Oblaszty |
| -------- | ----- | ------------------------------ |
|          |       | Kuzmichyov Sapeta              |

| ausztriai edzőtábor |

| 2009. július 6. |

| Videoton                    | 2 – 0 | CSZKA Szófia |
| --------------------------- | ----- | ------------ |
| André Alves 16' Vujović 27' |       |              |

| Gmünd, ausztriai edzőtábor |

| 2009. július 8. |

| FC Pasching | 3 – 3 | Videoton      |
| ----------- | ----- | ------------- |
|             |       | Vujović Dvéri |

| Windischgarsten, ausztriai edzőtábor Nézőszám: 200 Játékvezető: Sauriba |

| 2009. július 10. |

| Bohemians Praha 1905 | 2 – 1 | Videoton   |
| -------------------- | ----- | ---------- |
| Róth 43' Zelenka 62' |       | Farkas 66' |

| ausztriai edzőtábor |

## Soproni Liga 2009–10
| Színmagyarázat | Színmagyarázat |
| -------------- | -------------- |
|                | Győzelem.      |
|                | Döntetlen.     |
|                | Vereség.       |

### Őszi szezon
| 1. forduló 2009. július 25. 20:00 |

| Kecskeméti TE                                                              | 3 – 6               | Videoton                                                                     |
| -------------------------------------------------------------------------- | ------------------- | ---------------------------------------------------------------------------- |
| Litsingi, F. 38' Gyagya A. 53' Yannick, M. 89' Koller Á. 50' Farkas I. 66' | (1 – 5) Jegyzőkönyv | Elek Á. 8' 21' 17' Nagy D. 20' Lipták Z. 27' Sitku I. 44' 36' Horváth G. 50' |

| Széktói Stadion, Kecskemét Nézőszám: 3 000 Játékvezető: Szabó Zsolt (magyar) Asszisztensek: Kispál Róbert Szalai Zoltán |

| 2. forduló 2009. augusztus 1. 20:00 |

| Videoton                                                                              | 3 – 2               | Diósgyőr                                                                         |
| ------------------------------------------------------------------------------------- | ------------------- | -------------------------------------------------------------------------------- |
| Vujović, G. 51' André Alves 62' 90+3' Horváth G. 37' Lipták Z. 90' Présinger Á. 90+3' | (0 – 0) Jegyzőkönyv | Lippai Á. 81' Horváth G. 90+3' 90' Lakatos B. 31' Kállai N. 37' Visković, D. 77' |

| Sóstói Stadion, Székesfehérvár Nézőszám: zárt kapuk mögött Játékvezető: Andó-Szabó Sándor (magyar) Asszisztensek: Vámos Tibor Márton Zsolt |

| 3. forduló 2009. augusztus 8. 20:00 |

| Lombard Pápa                      | 0 – 1               | Videoton                                                                  |
| --------------------------------- | ------------------- | ------------------------------------------------------------------------- |
| Rajnay A. 45' Venczel B. 37′, 90′ | (0 – 0) Jegyzőkönyv | André Alves 85' Vujović, G. 21' Lipták Z. 32' Lázár P. 65' Horváth G. 86' |

| Perutz Stadion, Pápa Nézőszám: 2 500 Játékvezető: Kassai Viktor (magyar) Asszisztensek: Erős Gábor Szalai Zoltán |

| 4. forduló 2009. augusztus 15. 17:30 |

| Videoton                                                      | 2 – 0               | Budapest Honvéd                               |
| ------------------------------------------------------------- | ------------------- | --------------------------------------------- |
| André Alves 25' (11-esből) Présinger Á. 66' Milanović, D. 27' | (1 – 0) Jegyzőkönyv | Benjamin 24' Zsolnai R. 71' Macko, V. 50' 85′ |

| Sóstói Stadion, Székesfehérvár Nézőszám: 3 000 Játékvezető: Fábián Mihály (magyar) Asszisztensek: Ortó Gyula Demeter János |

| 5. forduló 2009. augusztus 23. 20:00 |

| Haladás                                                            | 4 – 3               | Videoton                                                                      |
| ------------------------------------------------------------------ | ------------------- | ----------------------------------------------------------------------------- |
| Schimmer Sz. 1' Kenesei K. 33' (11-esből) Oross M. 44' Nagy G. 88' | (3 – 2) Jegyzőkönyv | Andić, M. 12' Sitku I. 34' 58' 31' Lázár P. 61' Farkas B. 52' Lipták Z. 90+5′ |

| Rohonci úti stadion, Szombathely Nézőszám: 4 000 Játékvezető: Solymosi Péter (magyar) Asszisztensek: Lemon Oszkár Takács Gábor |

| 6. forduló 2009. augusztus 28. 19:00 |

| Videoton                     | 1 – 2               | Zalaegerszegi TE                                   |
| ---------------------------- | ------------------- | -------------------------------------------------- |
| Sitku I. 29' Radović, I. 40' | (1 – 1) Jegyzőkönyv | Bogunović, M. 34' Balázs Zs. 81' Todorović, N. 69' |

| Sóstói Stadion, Székesfehérvár Nézőszám: 2 300 Játékvezető: Bognár Tamás (magyar) Asszisztensek: Huszár Balázs Kis Zoltán |

| 7. forduló 2009. szeptember 12. 19:30 |

| Nyíregyháza Spartacus                                                                  | 2 – 3               | Videoton                                                                        |
| -------------------------------------------------------------------------------------- | ------------------- | ------------------------------------------------------------------------------- |
| Dosso, S. 32' (11-esből) Homma, K. 90+1' 6' Nánási B. 71' Goia, S. 78' Mboussi, Y. 15′ | (1 – 1) Jegyzőkönyv | André Alves 9' 75' Sitku I. 53' 33' Lipták Z. 22' Polonkai A. 56' Farkas B. 56' |

| Sóstói stadion, Nyíregyháza Nézőszám: 2 300 Játékvezető: Szabó Zsolt (magyar) Asszisztensek: Kispál Róbert Varga Zsolt dr. |

| 8. forduló 2009. szeptember 19. 19:00 |

| Videoton                                      | 3 – 0               | Paksi FC                      |
| --------------------------------------------- | ------------------- | ----------------------------- |
| Szakály D. 32' 82' Nagy D. 65' Horváth G. 69' | (1 – 0) Jegyzőkönyv | Szabó J. 27' Lisztes K. 90+2' |

| Sóstói Stadion, Székesfehérvár Nézőszám: 2 473 Játékvezető: Iványi Zoltán (magyar) Asszisztensek: Medovarszki János ifj. Kormányos Gábor |

| 9. forduló 2009. szeptember 25. 19:00 |

| Ferencváros                   | 2 – 2               | Videoton                                                |
| ----------------------------- | ------------------- | ------------------------------------------------------- |
| Ferenczi I. 67' Wolfe, R. 88' | (0 – 1) Jegyzőkönyv | Polonkai A. 36' Sitku I. 60' Lázár P. 68' Farkas B. 72' |

| Albert Flórián Stadion, Budapest Nézőszám: 6 500 Játékvezető: Bede Ferenc (magyar) Asszisztensek: Butkai Zsolt Vígh Tibor |

| 10. forduló 2009. október 3. 18:00 |

| Videoton                                                               | 2 – 0               | Kaposvári Rákóczi                                                          |
| ---------------------------------------------------------------------- | ------------------- | -------------------------------------------------------------------------- |
| Polonkai A. 65' André Alves 90+2' (11-esből) Farkas B. 18' Elek Á. 47' | (0 – 0) Jegyzőkönyv | Ailton Júnior 50' Pest K. 65' Stanic, S. 80' Balázs B. 82' Pintér L. 90+2' |

| Sóstói Stadion, Székesfehérvár Nézőszám: 2 500 Játékvezető: Németh Ádám (magyar) Asszisztensek: Márton Zsolt Iványi István |

| 11. forduló 2009. október 18. 17:30 |

| MTK Budapest                                                           | 2 – 2               | Videoton                                           |
| ---------------------------------------------------------------------- | ------------------- | -------------------------------------------------- |
| Szatmári L. 21' Lencse L. 54' Bori G. 38' Vadnai D. 45' Könyves N. 83′ | (1 – 0) Jegyzőkönyv | Andić, M. 72' 27' Sitku I. 74' 66' Polonkai A. 46' |

| Hidegkuti Nándor Stadion, Budapest Nézőszám: 1 000 Játékvezető: Fábián Mihály (magyar) Asszisztensek: Varga Zsolt dr. Demeter János |

| 12. forduló 2009. október 25. 17:30 |

| Videoton                                    | 3 – 0               | Debreceni VSC          |
| ------------------------------------------- | ------------------- | ---------------------- |
| Lipták Z. 47' Polonkai A. 76' Andić, M. 84' | (0 – 0) Jegyzőkönyv | Czvitkovics P. 75' 78′ |

| Sóstói Stadion, Székesfehérvár Nézőszám: 4 500 Játékvezető: Solymosi Péter (magyar) Asszisztensek: Takács Gábor Iványi István |

| 13. forduló 2009. november 1. 17:30 |

| Vasas                                                     | 2 – 4               | Videoton                                                                      |
| --------------------------------------------------------- | ------------------- | ----------------------------------------------------------------------------- |
| Remili, M. 68' Dobrić, S. 77' B.Tóth B. 34' Gáspár J. 80' | (0 – 0) Jegyzőkönyv | André Alves 53' 86' (11-esből) 88' Farkas B. 82' Varga R. 37' Purović, M. 87' |

| Illovszky Rudolf Stadion, Budapest Nézőszám: 2 000 Játékvezető: Iványi Zoltán (magyar) Asszisztensek: Medovarszki János Szpisják Zsolt |

| 14. forduló 2009. november 6. 19:00 |

| Újpest                   | 0 – 1               | Videoton                               |
| ------------------------ | ------------------- | -------------------------------------- |
| Kabát P. 41' Tóth N. 71' | (0 – 1) Jegyzőkönyv | Nagy D. 4' Andić, M. 39' Farkas B. 69' |

| Szusza Ferenc Stadion, Budapest Nézőszám: 5 000 Játékvezető: Szabó Zsolt (magyar) Asszisztensek: Kispál Róbert Vígh Tibor |

| 15. forduló 2009. november 21. 15:00 |

| Videoton                                    | 0 – 0               | Győri ETO                                                                        |
| ------------------------------------------- | ------------------- | -------------------------------------------------------------------------------- |
| Andić, M 44' Horváth G. 59' Vujović, G. 84' | (0 – 0) Jegyzőkönyv | Völgyi D. 12' Józsi Gy. 41' Pilibaitis, L. 50' Copa, A. 59' Stevanović, S. 90+1' |

| Sóstói Stadion, Székesfehérvár Nézőszám: 3 600 Játékvezető: Bede Ferenc (magyar) Asszisztensek: Vámos Tibor Tóth István |

### Tavaszi szezon
| 16. forduló 2010. február 27. 14:00 |

| Videoton                                                   | 2 – 0               | Kecskeméti TE                                                                   |
| ---------------------------------------------------------- | ------------------- | ------------------------------------------------------------------------------- |
| Polonkai A. 40' André Alves 60' Elek Á. 32' Horváth G. 46' | (1 – 0) Jegyzőkönyv | Gyagya A. 38' Vörös P. 61' Lambulic, M. 88' Csordás Cs. 58′ Alempijević, A. 90′ |

| Sóstói Stadion, Székesfehérvár Nézőszám: 2 758 Játékvezető: Bede Ferenc (magyar) Asszisztensek: Kepe Arnold Kovács Zoltán |

| 17. forduló 2010. március 6. 17:00 |

| Diósgyőr      | 0 – 1               | Videoton                    |
| ------------- | ------------------- | --------------------------- |
| Lippai Á. 29' | (0 – 0) Jegyzőkönyv | Nikolics N. 52' Elek Á. 82' |

| DVTK-stadion, Miskolc Nézőszám: 7 000 Játékvezető: Farkas Ádám (magyar) Asszisztensek: Kelemen Attila Vígh Tibor |

| 18. forduló 2010. március 13. 15:00 |

| Videoton                                                       | 2 – 0               | Lombard Pápa                                                |
| -------------------------------------------------------------- | ------------------- | ----------------------------------------------------------- |
| André Alves 12' Nikolics N. 55' Szakály D. 84' Lipták Z. 90+1' | (1 – 0) Jegyzőkönyv | Rebryk, D. 29' Rajnay A. 51' Dlusztus A. 79′ Abwo, D. 90+1′ |

| Sóstói Stadion, Székesfehérvár Nézőszám: 2 000 Játékvezető: Fábián Mihály (magyar) Asszisztensek: Ortó Gyula Varga Zsolt dr. |

| 19. forduló 2010. március 20. 15:00 |

| Budapest Honvéd | 0 – 0               | Videoton                  |
| --------------- | ------------------- | ------------------------- |
| Abraham 38'     | (0 – 0) Jegyzőkönyv | Elek Á. 35' Lipták Z. 72' |

| Bozsik József Stadion, Budapest Nézőszám: 1 500 Játékvezető: Szabó Zsolt (magyar) Asszisztensek: Kispál Róbert Kelemen Attila |

| 20. forduló 2010. március 26. 19:00 |

| Videoton                                                                            | 4 – 2               | Haladás                                                         |
| ----------------------------------------------------------------------------------- | ------------------- | --------------------------------------------------------------- |
| Guzmics R. 30' (öngól) 55' (öngól) Nikolics N. 36' 38' Radović, I. 8' Lencse L. 86' | (3 – 0) Jegyzőkönyv | Tóth P. 71' (11-esből) Oross M. 80' Halmosi P. 37' Simon Á. 53' |

| Sóstói Stadion, Székesfehérvár Nézőszám: 3 266 Játékvezető: Iványi Zoltán (magyar) Asszisztensek: Medovarszki János Albert István |

| 21. forduló 2010. április 4. 17:30 |

| Zalaegerszegi TE | 2 – 2               | Videoton                                                                                         |
| --- | ------------------- | ------------------------------------------------------------------------------------------------ |
| Balázs Zs. 56' Pavićević, D. 79' (11-esből) 58' Panikvar, L. 13' Sluka, M. 20' Kocsárdi G. 41' Bogunović, M. 70' Máté P. 90' | (0 – 1) Jegyzőkönyv | André Alves 41' 41' Elek Á. 90+1' 39' Farkas B. 21' Polonkai A. 67' Horváth G. 83' Andić, M. 79′ |

| ZTE Aréna, Zalaegerszeg Nézőszám: 5 000 Játékvezető: Kassai Viktor (magyar) Asszisztensek: Erős Gábor Vámos Tibor |

| 22. forduló 2010. április 11. 17:30 |

| Videoton       | 1 – 0               | Nyíregyháza Spartacus                     |
| -------------- | ------------------- | ----------------------------------------- |
| Sándor Gy. 28' | (1 – 0) Jegyzőkönyv | Hurt, M. 16' Struhar, P. 21' Zabos A. 45' |

| Sóstói Stadion, Székesfehérvár Nézőszám: 2 889 Játékvezető: Németh Ádám (magyar) Asszisztensek: Márton Zsolt Butkai Zsolt |

| 23. forduló 2010. április 17. 15:00 |

| Paksi FC                   | 1 – 2               | Videoton                       |
| -------------------------- | ------------------- | ------------------------------ |
| Tököli A. 3' Völgyi D. 21' | (1 – 2) Jegyzőkönyv | Sándor Gy. 22' Nikolics N. 34' |

| Fehérvári úti stadion, Paks Nézőszám: 2 000 Játékvezető: Szabó Zsolt (magyar) Asszisztensek: Iványi István Kispál Róbert |

| 24. forduló 2010. április 24. 17:30 |

| Videoton      | 0 – 0               | Ferencváros                                  |
| ------------- | ------------------- | -------------------------------------------- |
| Lipták Z. 88' | (0 – 0) Jegyzőkönyv | Doherty, T. 45' Rósa D. 86' Morrison, J. 88' |

| Sóstói Stadion, Székesfehérvár Nézőszám: 9 000 Játékvezető: Bede Ferenc (magyar) Asszisztensek: Medovarszki János ifj. Tóth Vencel |

| 25. forduló 2010. május 1. 17:30 |

| Kaposvári Rákóczi                                     | 1 – 3               | Videoton                                                                                   |
| ----------------------------------------------------- | ------------------- | ------------------------------------------------------------------------------------------ |
| Zahorecz K. 17' (11-esből) 22' Grúz T. 9' Oláh L. 60' | (1 – 1) Jegyzőkönyv | Nikolics N. 4' André Alves 60' (11-esből) 90+1' Horváth G. 17' Nagy D. 43' Polonkai A. 85' |

| Rákóczi Stadion, Kaposvár Nézőszám: 2 000 Játékvezető: Berger József (magyar) Asszisztensek: Forgács Attila Kis Zoltán |

| 26. forduló 2010. május 4. 18:00 |

| Videoton                                       | 0 – 1               | MTK Budapest                                |
| ---------------------------------------------- | ------------------- | ------------------------------------------- |
| Farkas II B. 41' Nikolics N. 80' Farkas B. 86' | (0 – 1) Jegyzőkönyv | Szatmári L. 29' Hidvégi S. 24' Szabó Á. 69' |

| Sóstói Stadion, Székesfehérvár Nézőszám: 3 500 Játékvezető: Fábián Mihály (magyar) Asszisztensek: Varga Zsolt dr. Márkus Tamás |

| 27. forduló 2010. május 7. 19:00 |

| Debreceni VSC                                                           | 3 – 2               | Videoton                                                                               |
| ----------------------------------------------------------------------- | ------------------- | -------------------------------------------------------------------------------------- |
| Szakály P. 28' Czvitkovics P. 42' Coulibaly, A. 42' 69' Yannick, M. 43' | (2 – 1) Jegyzőkönyv | Elek Á. 7' 56' Lipták Z. 55' Nagy D. 25' Andić, M. 79' Farkas II B. 86' Horváth G. 90' |

| Oláh Gábor utcai stadion, Debrecen Nézőszám: 9 640 Játékvezető: Szabó Zsolt (magyar) Asszisztensek: Kispál Róbert Ring György |

| 28. forduló 2010. május 14. 19:00 |

| Videoton                                          | 3 – 0               | Vasas                                     |
| ------------------------------------------------- | ------------------- | ----------------------------------------- |
| Nikolics N. 16' 51' Sándor Gy. 59' Horváth G. 30' | (1 – 0) Jegyzőkönyv | Danfa, M. 52' Gáspár J. 62' Kovács G. 76' |

| Sóstói Stadion, Székesfehérvár Nézőszám: 3 000 Játékvezető: Farkas Ádám (magyar) Asszisztensek: Medovarszki János Demeter János |

| 29. forduló 2010. május 19. 19:00 |

| Videoton                                | 1 – 1               | Újpest                                           |
| --------------------------------------- | ------------------- | ------------------------------------------------ |
| Elek Á. 3' Sándor Gy. 52' Lipták Z. 72' | (1 – 0) Jegyzőkönyv | Vasiljević, D. 73' 76' Rajczi P. 33' Tóth N. 63' |

| Sóstói Stadion, Székesfehérvár Nézőszám: 5 823 Játékvezető: Szabó Zsolt (magyar) Asszisztensek: Ring György Kispál Róbert |

| 30. forduló 2010. május 23. 17:30 |

| Győri ETO                                                     | 1 – 0               | Videoton                                       |
| ------------------------------------------------------------- | ------------------- | ---------------------------------------------- |
| Stanišić, L. 82' 37' Tokody T. 42' Babić, V. 76' Kink, T. 88' | (0 – 0) Jegyzőkönyv | Nikolics N. 66' Polonkai A. 77' Horváth G. 88' |

| ETO Park, Győr Nézőszám: 7 500 Játékvezető: Andó-Szabó Sándor (magyar) Asszisztensek: Szpisják Zsolt Albert István |

### Végeredmény
| #   | Csapat                    | M  | GY | D  | V  | G+ – G– | GK  | P  | Megjegyzések                                   |
| --- | ------------------------- | -- | -- | -- | -- | ------- | --- | -- | ---------------------------------------------- |
| 1.  | Debreceni VSCCV (B, KGY)  | 30 | 20 | 2  | 8  | 63–37   | +26 | 62 | 2010–2011-es Bajnokok Ligája – 2. selejtezőkör |
| 2.  | Videoton (I)              | 30 | 18 | 7  | 5  | 59–31   | +28 | 61 | 2010–2011-es Európa-liga – 2. selejtezőkör     |
| 3.  | Győri ETO (I)             | 30 | 15 | 12 | 3  | 38–18   | +20 | 57 | 2010–2011-es Európa-liga – 1. selejtezőkör     |
| 4.  | Újpest                    | 30 | 17 | 4  | 9  | 49–39   | +10 | 55 |                                                |
| 5.  | Zalaegerszegi TE (I)      | 30 | 15 | 8  | 7  | 59–45   | +14 | 53 | 2010–2011-es Európa-liga – 1. selejtezőkör     |
| 6.  | MTK Budapest              | 30 | 12 | 7  | 11 | 52–41   | +11 | 43 |                                                |
| 7.  | FerencvárosÚ              | 30 | 10 | 11 | 9  | 34–35   | −1  | 41 |                                                |
| 8.  | Haladás                   | 30 | 10 | 9  | 11 | 46–49   | −3  | 39 |                                                |
| 9.  | Budapest HonvédK          | 30 | 9  | 11 | 10 | 38–35   | +3  | 38 |                                                |
| 10. | Kecskeméti TE             | 30 | 10 | 7  | 13 | 50–56   | −6  | 37 |                                                |
| 11. | Lombard PápaÚ             | 30 | 10 | 5  | 15 | 39–50   | −11 | 35 |                                                |
| 12. | Kaposvári Rákóczi         | 30 | 8  | 8  | 14 | 38–50   | −12 | 32 |                                                |
| 13. | Vasas                     | 30 | 8  | 7  | 15 | 39–61   | −22 | 31 |                                                |
| 14. | Paksi FC                  | 30 | 7  | 10 | 13 | 31–44   | −13 | 31 |                                                |
| 15. | Nyíregyháza Spartacus (K) | 30 | 6  | 9  | 15 | 41–60   | −19 | 27 | NB II                                          |
| 16. | Diósgyőr (K)              | 30 | 4  | 5  | 21 | 31–56   | −25 | 17 | NB II                                          |

Forrás: MLSZ adatbank 
A rangsorolás alapszabályai: 1. összpontszám, 2. győzelmek száma, 3. gólkülönbség, 4. szerzett gólok száma, 5. egymás elleni eredmények összpontszáma,  6. egymás elleni eredmények gólkülönbsége, 7. egymás elleni eredmények szerzett góljainak száma, 8. egymás elleni eredmények idegenben szerzett góljainak száma.
Mivel a bajnok Debreceni VSC nyerte 2009–2010-es magyar kupát, így a bajnoki ezüstérmes Videoton a 2010–2011-es Európa-liga 2. selejtezőkörében, míg a kupadöntőt elbukó Zalaegerszegi TE és a Győri ETO a 2010–2011-es Európa-liga 1. selejtezőkörében jogosult indulni.
(B): Bajnokcsapat, (K): Kieső csapat, (F): Feljutó csapat, (I): Kupainduló, (R): A rájátszás győztese, (KGY): Kupagyőztes

## Magyar kupa
A Videoton FC a Magyar kupa 3. fordulójában csatlakozott a többi csapathoz és a sors pont a farm egyesületével a Videoton II FC csapatával sorsolta össze. Győzelem után egészen a negyeddöntőig menetelt a csapat, ahol sajnos kettős vereséggel búcsúzott az Újpest ellen.
| 3. forduló 2009. szeptember 16. 18:00 |

| Videoton II | 0 – 3               | Videoton                                                      |
| ----------- | ------------------- | ------------------------------------------------------------- |
|             | (0 – 1) Jegyzőkönyv | Móri T. 39' Alison Silva 76' Baracskai R. 90' Radović, I. 77' |

| Sóstói Stadion, Székesfehérvár Játékvezető: Becséri Gergő (magyar) Asszisztensek: Viszokai László Kis Zoltán |

| 4. forduló 2009. szeptember 30. 15:00 |

| Pálhalma SE                                                                                | 1 – 4               | Videoton                                                                   |
| ------------------------------------------------------------------------------------------ | ------------------- | -------------------------------------------------------------------------- |
| Sztanó Miklós 39' Rompos Róbert 32' Szabó Gergely 38' Dudás Péter 84′ Kóczián Ferenc 90+7′ | (1 – 2) Jegyzőkönyv | Sitku I. 10' Nagy D. 10' André Alves 90' Farkas B. 90+7' 60' Lipták Z. 88' |

| Pálhalmai Sportpálya, Dunaújváros Játékvezető: Tamási Péter (magyar) Asszisztensek: Mók Attila Szalai Dániel |

| 5. forduló, első mérkőzés 2009. október 21. 18:00 |

| Videoton                                                                       | 3 – 0               | Lombard Pápa                             |
| ------------------------------------------------------------------------------ | ------------------- | ---------------------------------------- |
| Sitku I. 40' Szakály D. 71' Alison Silva 86' 83' Lipták Z. 35' Purović, M. 57′ | (1 – 0) Jegyzőkönyv | Heffler N. 68' Tóth G. 77' Farkas A. 87′ |

| Sóstói Stadion, Székesfehérvár Nézőszám: 1 000 Játékvezető: Takács János (magyar) Asszisztensek: L. Tóth Lajos Márkus Tamás |

| 5. forduló, visszavágó 2009. október 28. 17:00 |

| Lombard Pápa                                               | 0 – 0               | Videoton                                         |
| ---------------------------------------------------------- | ------------------- | ------------------------------------------------ |
| Rebryk, D. 22' Bárányos Zs. 30' Tóth G. 44' Gyömbér G. 82' | (0 – 0) Jegyzőkönyv | Lipták Z. 27' Milanović, D. 72' Alison Silva 84' |

| Perutz Stadion, Pápa Nézőszám: 400 Játékvezető: Kiss Norbert (magyar) Asszisztensek: Kepe Arnold Szalai Dániel |

| Negyeddöntő, első mérkőzés 2009. november 17. 18:00 |

| Videoton                    | 0 – 1               | Újpest                                  |
| --------------------------- | ------------------- | --------------------------------------- |
| Sebők Zs. 40' Lipták Z. 62' | (0 – 1) Jegyzőkönyv | Kabát P. 43' Takács Z. 24' Simek P. 87' |

| Sóstói Stadion, Székesfehérvár Nézőszám: 1 648 Játékvezető: Solymosi Péter (magyar) Asszisztensek: Lemon Oszkár Takács Gábor |

| Negyeddöntő, visszavágó 2009. november 25. 18:00 |

| Újpest                                                 | 1 – 0               | Videoton                                                  |
| ------------------------------------------------------ | ------------------- | --------------------------------------------------------- |
| Sándor Gy. 74' Tóth N. 68' Dudić, I. 82' Vermes K. 85' | (0 – 0) Jegyzőkönyv | Lipták Z. 63' Varga R. 70' Polonkai A. 72' Horváth G. 40′ |

| Szusza Ferenc Stadion, Budapest Nézőszám: 1 976 Játékvezető: Kassai Viktor (magyar) Asszisztensek: Kispál Róbert Vámos Tibor |

## Ligakupa

### Csoportkör - B csoport
| 1. forduló 2009. július 22. 19:00 |

| Zalaegerszegi TE                              | 2 – 0               | Videoton          |
| --------------------------------------------- | ------------------- | ----------------- |
| Rudņevs, A. 41' Vittman Á. 50' Balázs Zs. 71' | (1 – 0) Jegyzőkönyv | Milanović, D. 47' |

| ZTE Aréna, Zalaegerszeg Játékvezető: Bognár Tamás (magyar) Asszisztensek: Iványi István Takács Gábor |

| 2. forduló 2009. július 29. 19:00 |

| Videoton                                                                              | 1 – 1               | Győri ETO                              |
| ------------------------------------------------------------------------------------- | ------------------- | -------------------------------------- |
| Máté J. 65' Vadász V. 1' Sifter T. 39' Radović, I. 42' Présinger Á. 87' Kocsis G. 87' | (0 – 0) Jegyzőkönyv | Eugène 90' Zámbó B. 36' Dinjar, M. 38' |

| Sóstói Stadion, Székesfehérvár Játékvezető: Farkas Ádám (magyar) Asszisztensek: Kelemen Attila Demeter János |

| 3. forduló 2009. augusztus 5. 17:30 |

| Paksi FC | 0 – 1               | Videoton                                   |
| -------- | ------------------- | ------------------------------------------ |
|          | (0 – 0) Jegyzőkönyv | Olasz D. 90+1' Zimányi Á. 65' Szabó T. 76' |

| Fehérvári úti stadion, Paks Játékvezető: Kiss Norbert (magyar) Asszisztensek: Kepe Arnold Nagy Tímea |

| 4. forduló 2009. augusztus 19. 19:00 |

| Videoton                                                                 | 4 – 1               | Kaposvári Rákóczi                          |
| ------------------------------------------------------------------------ | ------------------- | ------------------------------------------ |
| Sitku I. 5' 36' Nagy D. 40' Alison Silva 87' Szakály D. 86' Olasz D. 82′ | (3 – 0) Jegyzőkönyv | Jovánczai Z. 90' Pintér L. 42' Bőle L. 87' |

| Sóstói Stadion, Székesfehérvár Játékvezető: Farkas Ádám (magyar) Asszisztensek: Kelemen Attila Tóth István |

| 5. forduló 2009. augusztus 25. 18:00 |

| Lombard Pápa                                                            | 2 – 2               | Videoton                       |
| ----------------------------------------------------------------------- | ------------------- | ------------------------------ |
| Tóth G. 65' Béres F. 73' Rebryk, D. 38' Dlusztus A. 82' Mészáros M. 90' | (0 – 1) Jegyzőkönyv | Szakály D. 4' Alison Silva 90' |

| Perutz Stadion, Pápa Játékvezető: Oláh Gábor (magyar) Asszisztensek: Szalai Zoltán ifj. Varga Gábor |

| 6. forduló 2009. szeptember 22. 18:00 |

| Videoton                                | 1 – 1               | Zalaegerszegi TE      |
| --------------------------------------- | ------------------- | --------------------- |
| Elek Á. 43' Móri T. 66' Radović, I. 80' | (1 – 0) Jegyzőkönyv | Magasföldi J. 49' 41' |

| Sóstói Stadion, Székesfehérvár Játékvezető: Szilasi Szabolcs (magyar) Asszisztensek: Kiss I. Balázs Iványi István |

| 8. forduló 2009. november 13. 13:00 |

| Videoton                                                  | 3 – 0               | Paksi FC                                            |
| --------------------------------------------------------- | ------------------- | --------------------------------------------------- |
| Purović, M. 20' 40' Vujović, G. 45' 73' Farkas II. B. 59' | (2 – 0) Jegyzőkönyv | Lisztes K. 31' Urbán G. 58' Böde D. 59' Vári B. 81' |

| Sóstói Stadion, Székesfehérvár Játékvezető: Szilasi Szabolcs (magyar) Asszisztensek: Gyűrűsi Gábor Mohos Milán |

| 9. forduló 2009. november 28. 13:30 |

| Kaposvári Rákóczi | 0 – 2               | Videoton                                                   |
| ----------------- | ------------------- | ---------------------------------------------------------- |
| Maróti B. 55'     | (0 – 0) Jegyzőkönyv | Vujović, G. 54' Szakály D. 74' Radović, I. 4' Lázár P. 31' |

| Rákóczi Stadion, Kaposvár Játékvezető: Kiss Norbert (magyar) Asszisztensek: Kovács Zoltán Iványi István |

| 7. forduló 2009. december 2. 13:00 |

| Győri ETO                                          | 0 – 0               | Videoton                                      |
| -------------------------------------------------- | ------------------- | --------------------------------------------- |
| Pilibaitis, L. 51' Alekszidze, R. 66' Kink, T. 80' | (0 – 0) Jegyzőkönyv | Demjén G. 35' Vujović, G. 90+1' Lipták Z. 79′ |

| ETO Park, Győr Játékvezető: Farkas Ádám (magyar) Asszisztensek: Kelemen Attila Fehér Gyula |

- Elhalasztott mérkőzés.

| 10. forduló 2009. december 5. 13:00 |

| Videoton                                                                                     | 5 – 0               | Lombard Pápa                               |
| -------------------------------------------------------------------------------------------- | ------------------- | ------------------------------------------ |
| Sitku I. 3' André Alves 49' Nagy D. 74' 26' Vujović, G. 87' 89' Lázár P. 25' Ponczók Cs. 60' | (1 – 0) Jegyzőkönyv | Németh M. 36' Fazekas N. 44' András D. 89' |

| Sóstói Stadion, Székesfehérvár Játékvezető: Oláh Gábor (magyar) Asszisztensek: Farkas Balázs ifj. Varga Gábor |

| Színmagyarázat | Színmagyarázat                                                 |
| -------------- | -------------------------------------------------------------- |
|                | A csoportelső és csoportmásodik bejutott a középdöntőbe.       |
|                | A csoport többi helyezettje nem folytathatta a kupaszereplést. |

| Csapat            | M  | Gy | D | V | G+ | G– | Gk  | P  |
| ----------------- | -- | -- | - | - | -- | -- | --- | -- |
| Videoton          | 10 | 5  | 4 | 1 | 19 | 7  | +12 | 19 |
| Paksi FC          | 10 | 5  | 2 | 3 | 16 | 11 | +5  | 17 |
| Zalaegerszegi TE  | 10 | 5  | 1 | 4 | 17 | 17 | 0   | 16 |
| Győri ETO         | 10 | 4  | 4 | 2 | 18 | 11 | +7  | 16 |
| Kaposvári Rákóczi | 10 | 3  | 1 | 6 | 9  | 19 | –10 | 10 |
| Lombard Pápa      | 10 | 1  | 2 | 7 | 12 | 26 | –14 | 5  |

### Középdöntő - A csoport
| 1. forduló 2010. február 16. 18:00 |

| Debreceni VSC                                      | 2 – 2               | Videoton                                                  |
| -------------------------------------------------- | ------------------- | --------------------------------------------------------- |
| Feczesin R. 40' 75' Korhut M. 32' Szélesi Z. 90+1′ | (1 – 0) Jegyzőkönyv | Nikolics N. 55' Radović, I. 73' Sitku I. 37' Fejes A. 60' |

| Oláh Gábor utcai stadion, Debrecen Játékvezető: Fábián Mihály (magyar) Asszisztensek: Demeter János L. Tóth Lajos |

| 2. forduló 2010. február 23. 14:30 |

| Videoton                                                                  | 2 – 0               | Budapest Honvéd             |
| ------------------------------------------------------------------------- | ------------------- | --------------------------- |
| Horváth G. 43' Sándor Gy. 78' Elek Á. 23' Farkas B. 73' Milanović, D. 31′ | (1 – 0) Jegyzőkönyv | Macko, V. 43' Botis, S. 70' |

| Sóstói Stadion, Székesfehérvár Játékvezető: Szilasi Szabolcs (magyar) Asszisztensek: Lemon Oszkár Huszár Balázs |

| 3. forduló 2010. március 9. 17:00 |

| Videoton                        | 1 – 0               | Nyíregyháza Spartacus        |
| ------------------------------- | ------------------- | ---------------------------- |
| Horváth G. 2' Farkas II. B. 51' | (1 – 0) Jegyzőkönyv | Nánási B. 60' Müller Zs. 85' |

| Sóstói Stadion, Székesfehérvár Játékvezető: Sulyok Gergely (magyar) Asszisztensek: Kepe Arnold Kiss I. Balázs |

| 4. forduló 2010. március 16. 17:00 |

| Videoton      | 0 – 2               | Debreceni VSC                                  |
| ------------- | ------------------- | ---------------------------------------------- |
| Andić, M. 87' | (0 – 2) Jegyzőkönyv | Szilágyi P. 6' 34' Rezes L. 67' Szélesi Z. 85' |

| Sóstói Stadion, Székesfehérvár Játékvezető: Solymosi Péter (magyar) Asszisztensek: Takács Gábor Mohos Milán |

| 5. forduló 2010. március 31. 16:00 |

| Budapest Honvéd            | 1 – 1               | Videoton                   |
| -------------------------- | ------------------- | -------------------------- |
| Palásthy N. 71' Sós M. 79' | (0 – 1) Jegyzőkönyv | Lelkes P. 13' Sötét D. 55′ |

| Bozsik József Stadion, Budapest Játékvezető: Ring György (magyar) |

| 6. forduló 2010. április 7. 14:00 |

| Nyíregyháza Spartacus        | 0 – 1               | Videoton                                        |
| ---------------------------- | ------------------- | ----------------------------------------------- |
| Müller Zs. 21' Diego, B. 74' | (0 – 1) Jegyzőkönyv | Novaković, M. 37' Kocsis G. 69' Radović, I. 90' |

| Sóstói stadion, Nyíregyháza Játékvezető: Gaál Gyöngyi (magyar) Asszisztensek: Gyarmati II. Tibor ifj. Varga Gábor |

| Csapat                | M | Gy | D | V | G+ | G– | Gk  | P  |
| --------------------- | - | -- | - | - | -- | -- | --- | -- |
| Debreceni VSC         | 6 | 5  | 1 | 0 | 17 | 4  | +13 | 16 |
| Videoton              | 6 | 3  | 2 | 1 | 7  | 5  | +2  | 11 |
| Budapest Honvéd       | 6 | 1  | 2 | 3 | 8  | 8  | 0   | 5  |
| Nyíregyháza Spartacus | 6 | 0  | 1 | 5 | 2  | 17 | –15 | 1  |

## Statisztika

### Az eredmények összesítése
Az alábbi táblázatban összesítve szerepelnek a Videoton FC 2009/10-es bajnokságban elért eredményei.
| Ősz/tavasz (forduló)    | Otthon | Otthon | Otthon | Otthon | Otthon | Otthon | Otthon | Idegenben | Idegenben | Idegenben | Idegenben | Idegenben | Idegenben | Idegenben |
| Ősz/tavasz (forduló)    | M      | GY     | D      | V      | LG–KG  | GK     | P      | M         | GY        | D         | V         | LG–KG     | GK        | P         |
| ----------------------- | ------ | ------ | ------ | ------ | ------ | ------ | ------ | --------- | --------- | --------- | --------- | --------- | --------- | --------- |
| Őszi szezon (1–15.)     | 7      | 5      | 1      | 1      | 14–4   | +10    | 16     | 8         | 5         | 2         | 1         | 22–15     | +7        | 17        |
| Tavaszi szezon (16–30.) | 8      | 5      | 2      | 1      | 13–4   | +9     | 17     | 7         | 3         | 2         | 2         | 10–8      | +2        | 11        |
| Összesen (1–30.)        | 15     | 10     | 3      | 2      | 27–8   | +19    | 33     | 15        | 8         | 4         | 3         | 32–23     | +9        | 28        |

### Helyezések fordulónként
| Forduló  | 1  | 2  | 3  | 4  | 5 | 6 | 7  | 8  | 9 | 10 | 11 | 12 | 13 | 14 | 15 | 16 | 17 | 18 | 19 | 20 | 21 | 22 | 23 | 24 | 25 | 26 | 27 | 28 | 29 | 30 |
| -------- | -- | -- | -- | -- | - | - | -- | -- | - | -- | -- | -- | -- | -- | -- | -- | -- | -- | -- | -- | -- | -- | -- | -- | -- | -- | -- | -- | -- | -- |
| Helyszín | I  | O  | I  | O  | I | O | I  | O  | I | O  | I  | O  | I  | I  | O  | O  | I  | O  | I  | O  | I  | O  | I  | O  | I  | O  | I  | O  | O  | I  |
| Eredmény | GY | GY | GY | GY | V | V | GY | GY | D | GY | D  | GY | GY | GY | D  | GY | GY | GY | D  | GY | D  | GY | GY | D  | GY | V  | V  | GY | D  | V  |
| Helyezés | 2  | 1  | 1  | 1  | 2 | 3 | 2  | 2  | 2 | 2  | 2  | 2  | 1  | 1  | 1  | 1  | 1  | 1  | 2  | 1  | 1  | 1  | 1  | 1  | 1  | 2  | 2  | 2  | 2  | 2  |

Helyszín: O = Otthon; I = Idegenben. Eredmény: GY = Győzelem; D = Döntetlen; V = Vereség.

### Házi góllövőlista
A táblázatban csak a bajnokságban szerzett gólok vannak feltüntetve.
| Gól | Név              | Megjegyzés                                                       |
| --- | ---------------- | ---------------------------------------------------------------- |
| 15  | André Alves      |                                                                  |
| 8   | Nikolics Nemanja | Összel a Kaposvári Rákóczi színeiben ezen felül 10 gólt szerzett |
| 7   | Sitku Illés      |                                                                  |
| 5   | Elek Ákos        |                                                                  |
| 4   | Polonkai Attila  |                                                                  |
| 3   | Marko Andić      |                                                                  |
| 3   | Lipták Zoltán    |                                                                  |
| 3   | Sándor György    | Összel a Újpest FC színeiben ezen felül 1 gólt szerzett          |
| 3   | Nagy Dániel      |                                                                  |
| 2   | Szakály Dénes    |                                                                  |
| 1   | Horváth Gábor    |                                                                  |
| 1   | Farkas Balázs    |                                                                  |
| 1   | Présinger Ádám   |                                                                  |
| 1   | Goran Vujović    |                                                                  |

|}
A listán kívül 2 gólt (öngólt) szerzett Guzmics Richárd 2010. március 26-án Szombathelyi Haladás elleni hazai mérkőzésen.

## Lásd még
- Videoton FC